# Asymbletia rectaria
Asymbletia rectaria là một loài bướm đêm trong họ Noctuidae.